# Pi de l'Espinal
El Pi de l'Espinal (Pinus pinea) és un pi pinyer que es troba al Parc de la Serralada Litoral, el qual podria haver nascut el primer terç del segle xix.

## Aspecte general
Presenta un esplèndid tronc d'1,02 metres de diàmetre, de la mateixa mida que el de Riudemeia i superat només per dos dels pins del parc. La seua capçada és irregular, estesa cap a la banda sud i gairebé inexistent a la banda nord, probablement per l'acció del vent que sempre bufa en aquesta direcció a la Plana de l'Espinal.

## Accés
És ubicat a Argentona: al coll de Parpers (C-1415c, entre Argentona i la Roca del Vallès) prenem la pista que surt cap a la urbanització Sant Carles i un quilòmetre més endavant arribem a l'enrunada masia de l'Espinal. Ací prenem el trencall que entra a la masia i cerquem el pi, a la dreta i uns 15 m dins del bosc, en una feixa a un nivell més baix. La capçada sobresurt diversos metres per damunt de la resta i ens permet localitzar-lo fàcilment. Coordenades: x=447888 y=4604327 z=306.